# Paul-Loup de Salières de Fosseran
Paul-Loup de Salières de Fosseran ou Fausseran  (né le 17 septembre 1682 à Avignon  - mort le août 1758 à Vaison), ecclésiastique, fut évêque de Vaison-la-Romaine de 1748 à 1758.

## Biographie
Paul-Loup de Salières nait dans une famille sans doute originaire de Visan qui compte quatre générations d'agrégés de l'université d'Avignon. Il est le fils d'Ezéar de Salières, parfois Sallières, seigneur de Fosseran ou Fausseran docteur en droit de l'université d'Avignon. Paul-Loup obtient lui aussi son doctorat en droit en 1702. Il est ensuite agrégé et chanoine du chapitre de la cathédrale métropole d'Avignon puis vicaire général du diocèse de Vaison. Il est nommé évêque par le pape Benoit XIV en 1748 et consacré à Rome en 1725 par le cardinal Raniero d'Elci.
Ayant aidé la communauté de Vaison à acheter une source pour amener l'eau dans la ville, il fut autorisé à bénéficier d'une adduction d'eau à l’intérieur de son palais épiscopal. En 1752 il cède au Saint-Siège la juridiction et le domaine temporal propre de l'évêque dans le diocèse de Vaison-la-Romaine. Il meurt en août 1758 et institue comme légataire universel le séminaire Saint-Charles d'Avignon sous réserve qu'il serve une pension annuel aux curés de son diocèse.